# Liga del Fútbol Profesional Boliviano 2002
La Liga de Fútbol Profesional Boliviano 2002 è stata la 26ª edizione della massima serie calcistica della Bolivia, ed è stata vinta dal Bolívar.

## Formula
Il campionato è strutturato in due fasi; il tornei di Apertura e Clausura sono gironi unici a dodici squadre. I due primi classificati si affrontano poi nella finale per la vittoria del titolo nazionale.

## Torneo Apertura

### Classifica
| Pos. | Squadra           | Pt | G  | V  | N | P  | GF | GS | DR  |
| ---- | ----------------- | -- | -- | -- | - | -- | -- | -- | --- |
| 1    | Bolívar           | 49 | 22 | 16 | 1 | 5  | 56 | 23 | +33 |
| 2    | The Strongest     | 42 | 22 | 13 | 3 | 6  | 37 | 23 | +14 |
| 3    | Oriente Petrolero | 39 | 22 | 12 | 3 | 7  | 61 | 35 | +26 |
| 4    | Blooming          | 37 | 22 | 12 | 1 | 9  | 43 | 45 | -2  |
| 5    | Wilstermann       | 35 | 22 | 10 | 5 | 7  | 46 | 35 | +11 |
| 6    | Iberoamericana    | 32 | 22 | 10 | 2 | 10 | 33 | 32 | +1  |
| 7    | Unión Central     | 29 | 22 | 8  | 5 | 9  | 29 | 34 | +5  |
| 8    | Real Potosí       | 28 | 22 | 8  | 4 | 10 | 46 | 50 | -4  |
| 8    | Guabirá           | 28 | 22 | 8  | 4 | 10 | 23 | 44 | -21 |
| 10   | Ind. Petrolero    | 23 | 22 | 6  | 5 | 11 | 26 | 43 | -18 |
| 11   | San José          | 22 | 22 | 6  | 4 | 12 | 35 | 40 | -5  |
| 12   | Mariscal Braun    | 12 | 22 | 3  | 3 | 16 | 17 | 48 | -31 |

## Torneo Clausura

### Classifica
| Pos. | Squadra           | Pt | G  | V  | N | P  | GF | GS | DR  |
| ---- | ----------------- | -- | -- | -- | - | -- | -- | -- | --- |
| 1    | Bolívar           | 50 | 22 | 15 | 5 | 2  | 70 | 16 | +54 |
| 2    | Oriente Petrolero | 43 | 22 | 13 | 4 | 5  | 59 | 32 | +17 |
| 3    | The Strongest     | 36 | 22 | 10 | 6 | 6  | 46 | 26 | +20 |
| 4    | Real Potosí       | 34 | 22 | 10 | 4 | 8  | 46 | 40 | +6  |
| 5    | Wilstermann       | 31 | 22 | 8  | 7 | 7  | 34 | 35 | -1  |
| 6    | Iberoamericana    | 29 | 22 | 9  | 2 | 11 | 30 | 38 | -8  |
| 6    | Blooming          | 29 | 22 | 10 | 2 | 10 | 40 | 53 | -13 |
| 6    | San José          | 29 | 22 | 8  | 5 | 9  | 32 | 47 | -15 |
| 9    | Guabirá           | 23 | 22 | 6  | 5 | 11 | 25 | 45 | -20 |
| 10   | Unión Central     | 22 | 22 | 5  | 7 | 10 | 28 | 42 | -14 |
| 11   | Ind. Petrolero    | 20 | 22 | 4  | 8 | 10 | 26 | 39 | -13 |
| 12   | Mariscal Braun    | 18 | 22 | 5  | 3 | 14 | 21 | 44 | -23 |

Blooming penalizzato di tre punti.

## Verdetti
- Bolívar campione nazionale
- Bolívar e Oriente Petrolero in Coppa Libertadores 2003
- Oriente Petrolero in Copa Sudamericana 2003
- Mariscal Braun retrocesso
- Aurora promosso dalla seconda divisione (Copa Simón Bolívar).

## Classifica marcatori
| Gol |  |  | Giocatore                | Squadra           |
| --- |  |  | ------------------------ | ----------------- |
| 49  |  |  | Joaquín Botero           | Bolívar           |
| 45  |  |  | José Alfredo Castillo    | Oriente Petrolero |
| 30  |  |  | Christian Jesús Reynaldo | Real Potosí       |
| 21  |  |  | Álex da Rosa             | The Strongest     |
| 21  |  |  | Roberto Galindo          | Iberoamericana    |
| 20  |  |  | Leonardo Luppino         | Wilstermann       |
| 16  |  |  | Ariel Mangiantini        | Ind. Petrolero    |
| 16  |  |  | Sandro Coelho            | The Strongest     |
| 14  |  |  | Darwin Peña              | Real Potosí       |
| 14  |  |  | Mauricio Ramos           | Unión Central     |
| 14  |  |  | Miguel Mercado           | Bolívar           |